# Naturschutzgebiet Südliches Sprockhöveler Bachtal
Das ca. 8 ha große Naturschutzgebiet Südliches Sprockhöveler Bachtal mit der Kennung EN-018 befindet sich auf dem Gebiet der Stadt Sprockhövel im Ennepe-Ruhr-Kreis in Nordrhein-Westfalen. Das seit 1995 bestehende Naturschutzgebiet liegt entlang des Sprockhöveler Baches südlich der Kernstadt Sprockhövel, westlich von Flockenhaus und nordwestlich von Halloh, beides Stadtteile von Sprockhövel.

## Beschreibung
Laut Fachinformationssystem des Landesamtes für Natur, Umwelt und Verbraucherschutz in NRW ist das Gebiet gekennzeichnet durch einen naturnahen Bachlauf mit angrenzenden Wald- und Grünlandflächen.

„Der Oberlauf des Sprockhöveler Baches bildet sich aus dem Zusammenfluss zweier 0,5 m breiter Bäche. Die schnell fließenden, klaren Bäche sind meist tief eingeschnitten, haben einen naturnahen Verlauf mit kiesiger Sohle und mäandrieren in Teilbereichen stark. Örtlich werden die Bäche von den angrenzenden Krautfluren überwachsen. Am Ufer stocken einzelne ältere Kopfweiden sowie jüngere Erlen. In Norden ist der Bach begradigt, bevor er zu einem außerhalb der Fläche befindlichen, naturfernen Fischteich aufgestaut wird. Entlang des Bachufers befinden sich nasse Wiesen, auf denen das Rohrglanzgras dominiert. Hieran grenzen Fettwiesen und -weiden, die überwiegend extensiv genutzt werden. Im Süden der Fläche befindet sich an einem Hang eine großflächige brachgefallene Nasswiese, die von gut entwickelten Hochstaudenfluren mit Mädesüß und Blutweiderich dominiert wird. Im Südosten der Fläche stocken Eichen-Buchenwälder im schwachen bis mittleren Baumholzalter mit spärlich entwickelter Strauch- und Krautschicht.“

## Bedeutung
Das Gebiet wurde wegen der Seltenheit, besonderen Eigenart und hervorragenden Schönheit des Bachoberlaufes und der Reste altbäuerlicher Kulturlandschaft und aus wissenschaftlichen und naturgeschichtlichen Gründen als Naturschutzgebiet ausgewiesen. Schutzziel ist die Erhaltung von Lebensgemeinschaften und Lebensstätten wildlebender, zum Teil gefährdeter Pflanzen- und Tierarten, und die Wiederherstellung eines naturnahen Bachtales und der Reste altbäuerlicher Kulturlandschaft.

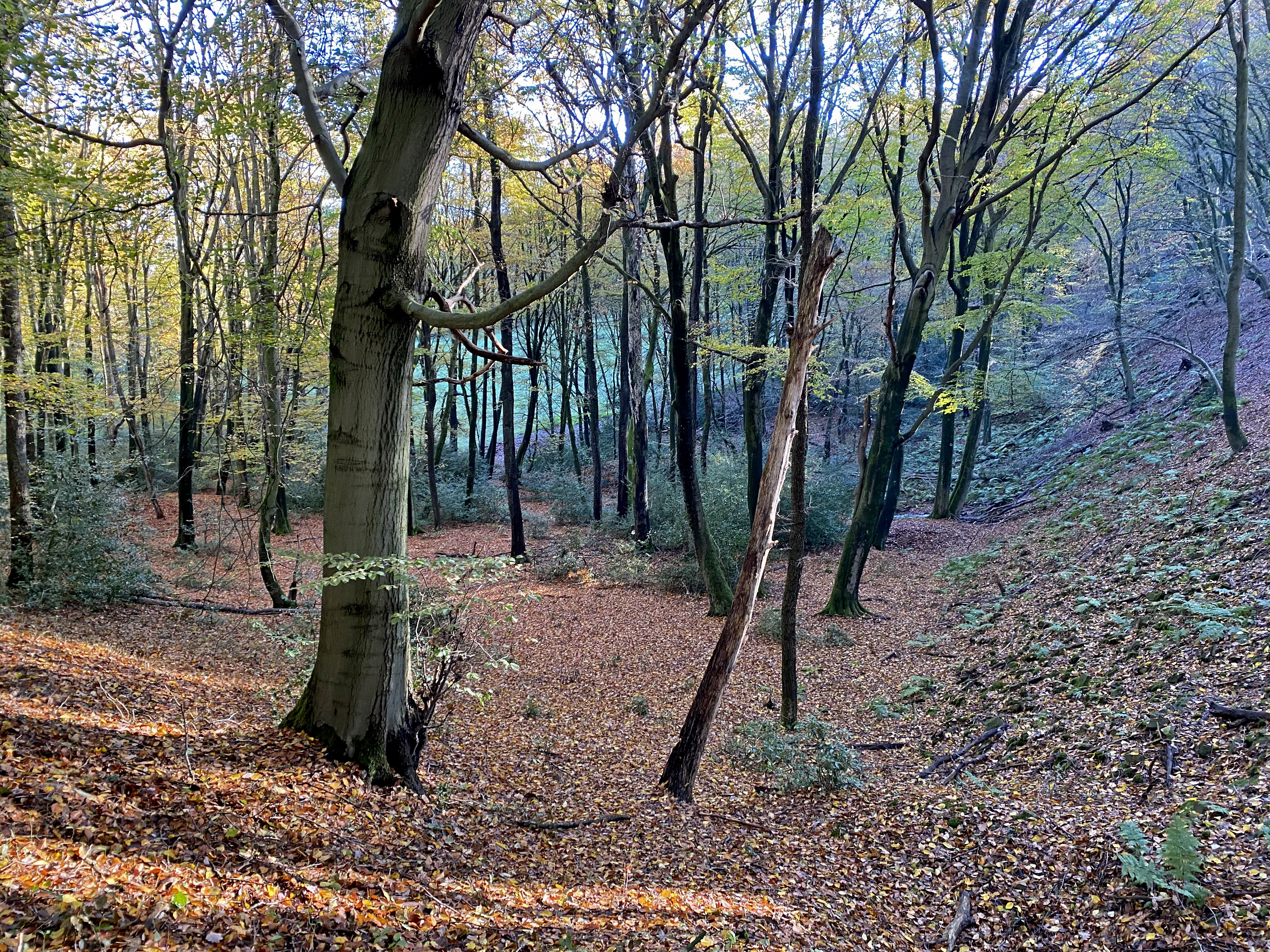
Sprockhöveler Bach im Buchenwald an der Glückauf-Trasse
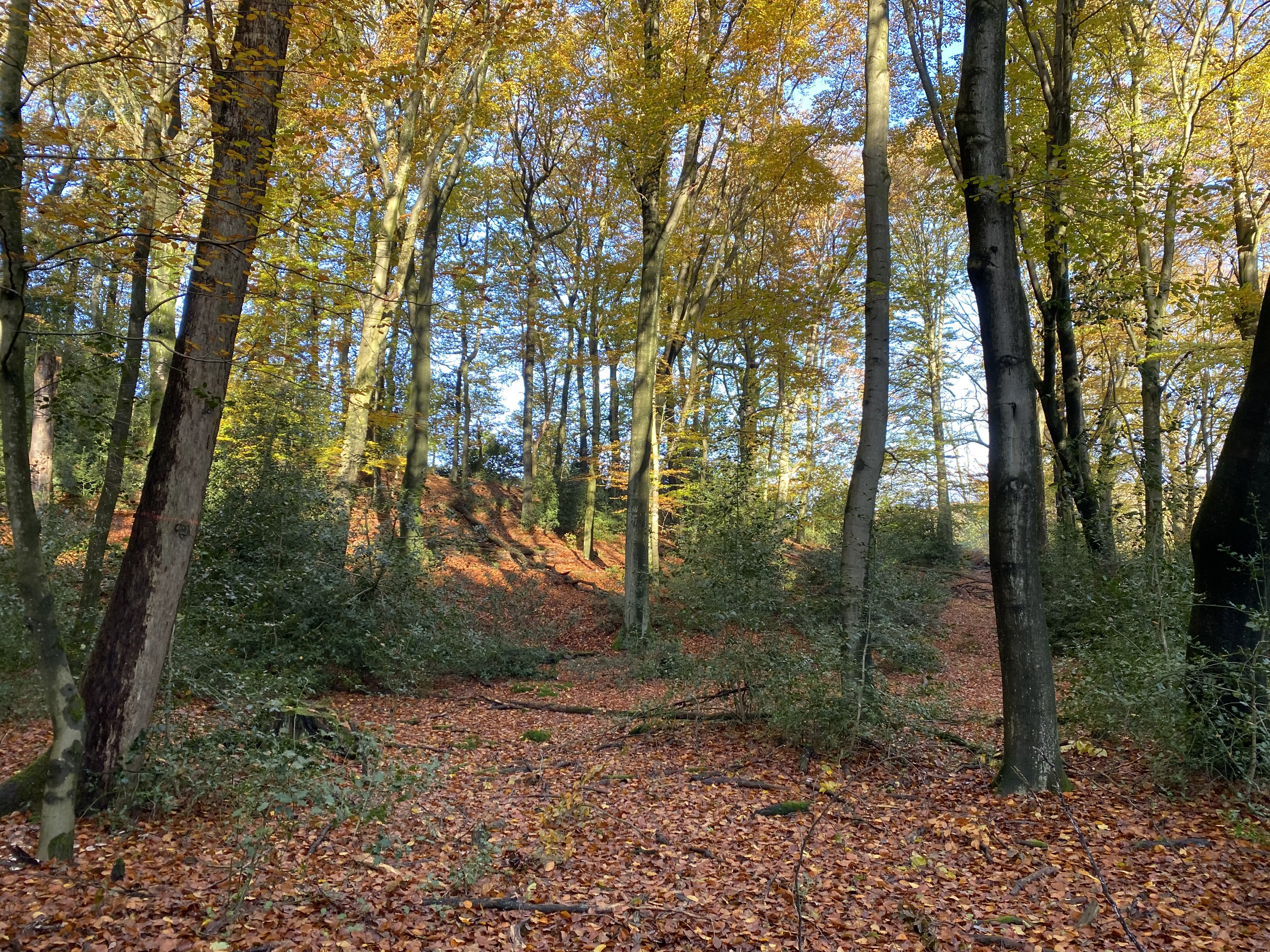
Buchenwald mit Stechpalme
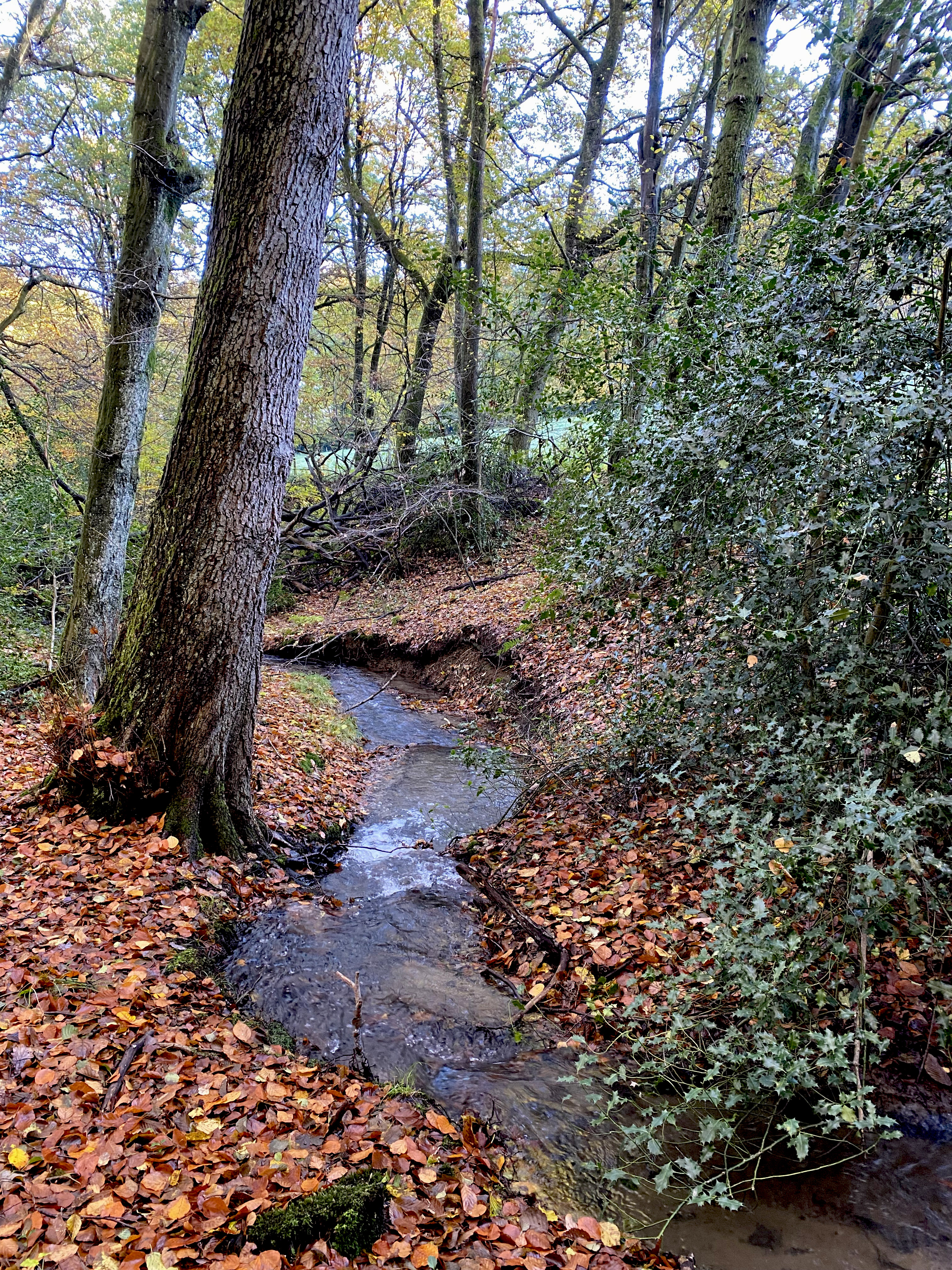
Sprockhöveler Bach mäandert durch den Buchenwald
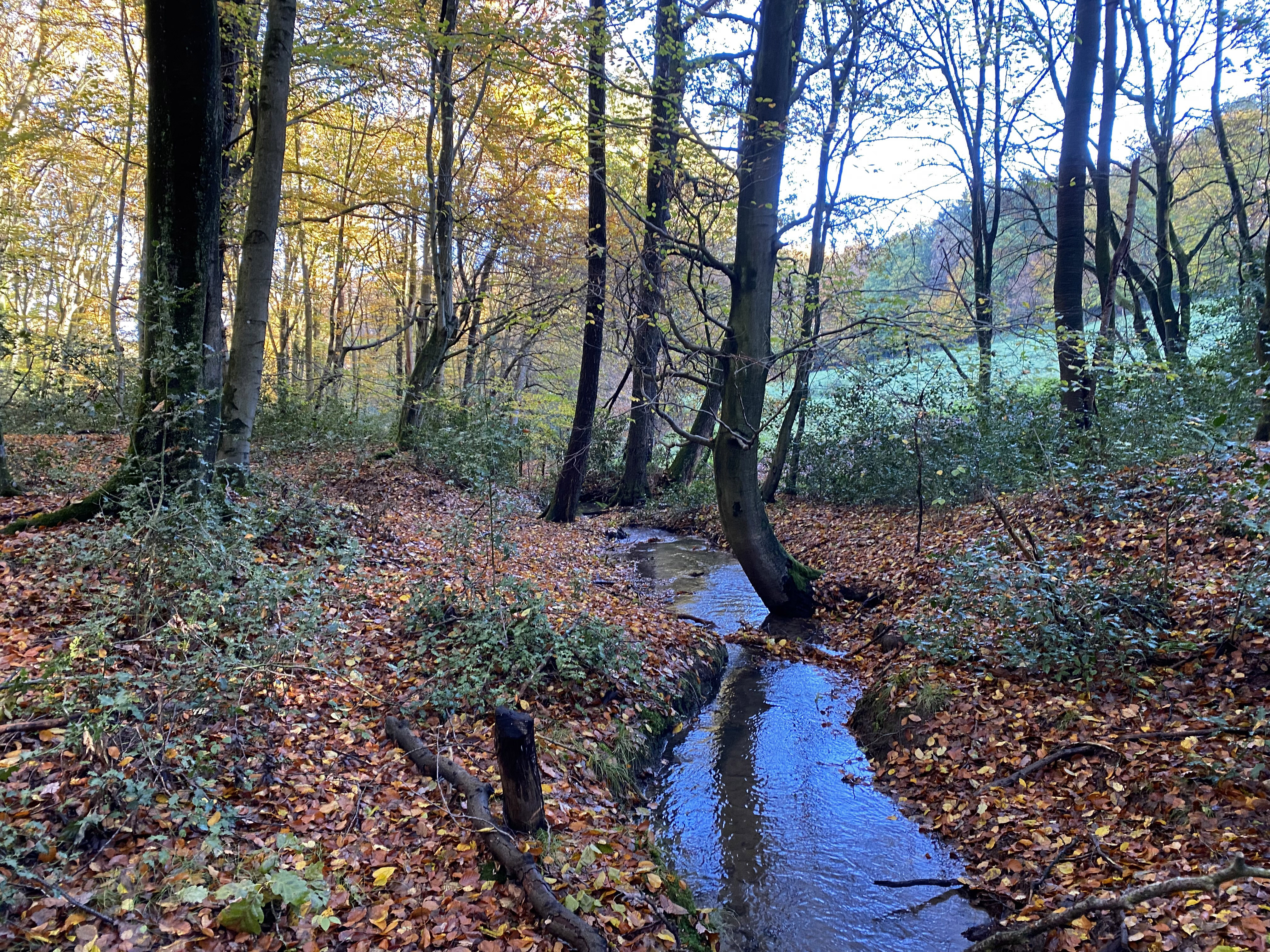
Sprockhöveler Bach
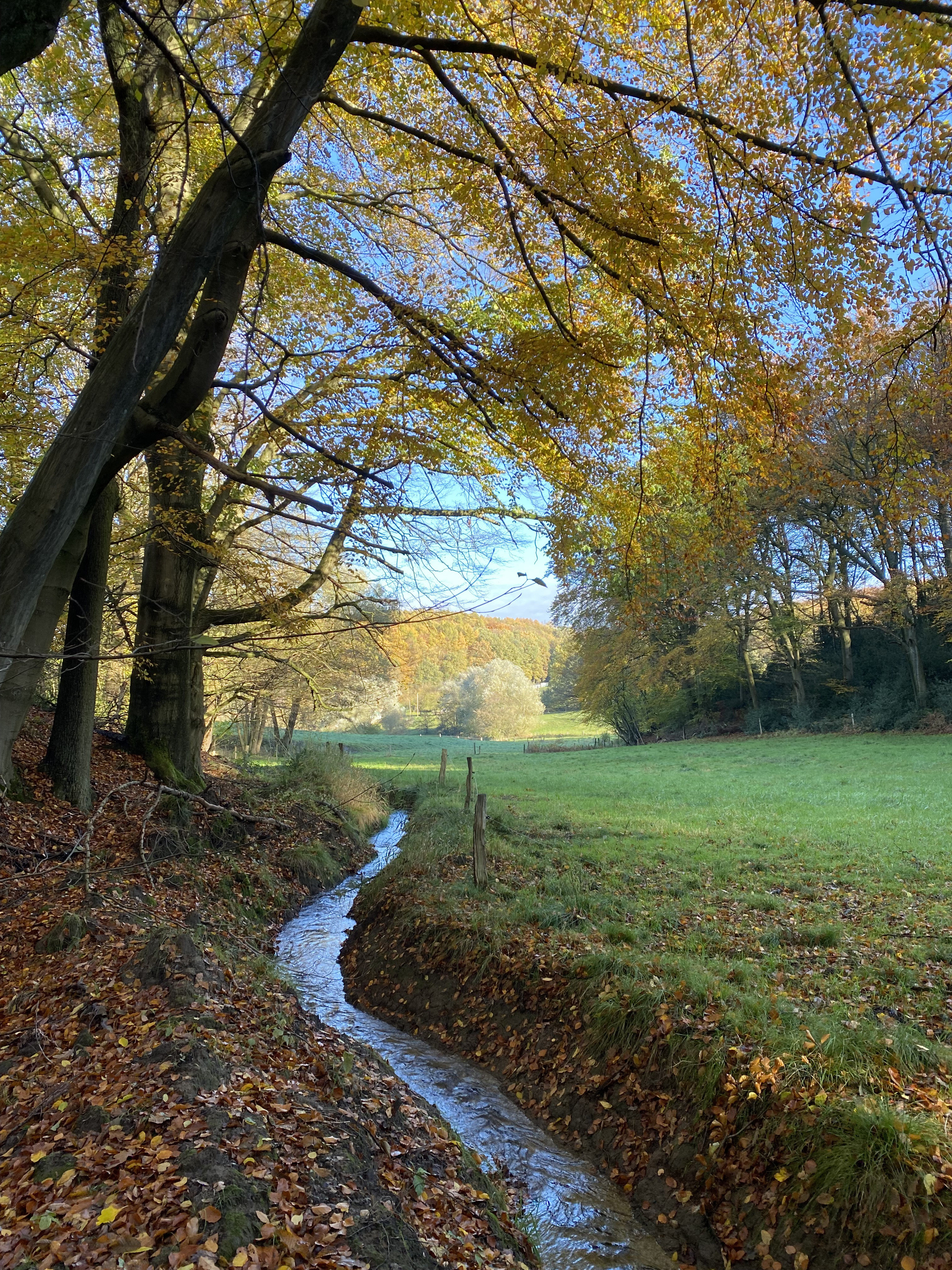
Sprockhöveler Bach fließt am Wiesenrand Richtung Wiggers
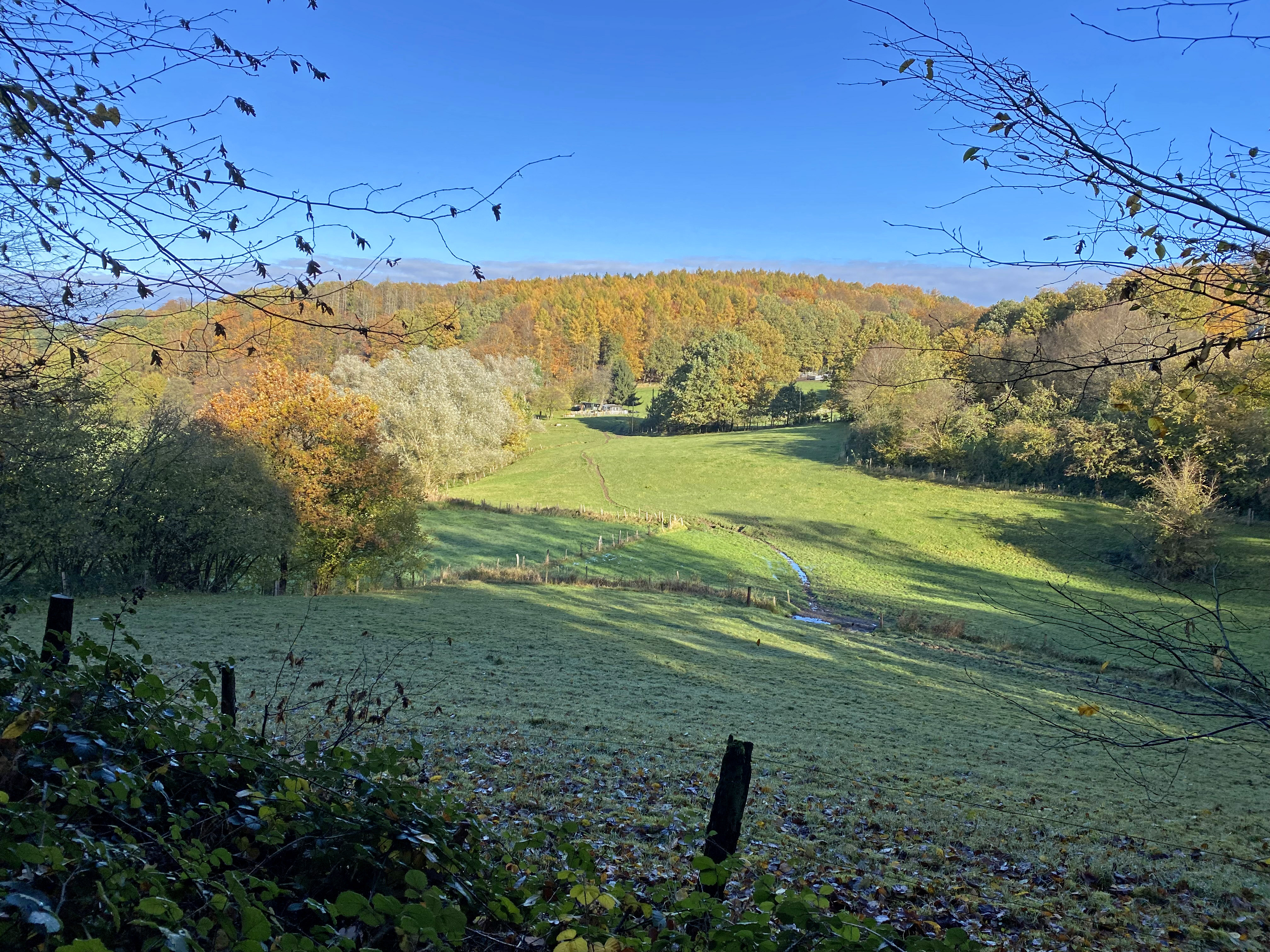
Mitte des NSG – Bach aus Weuste mündet in den Sprockhöveler Bach bei Wiggers
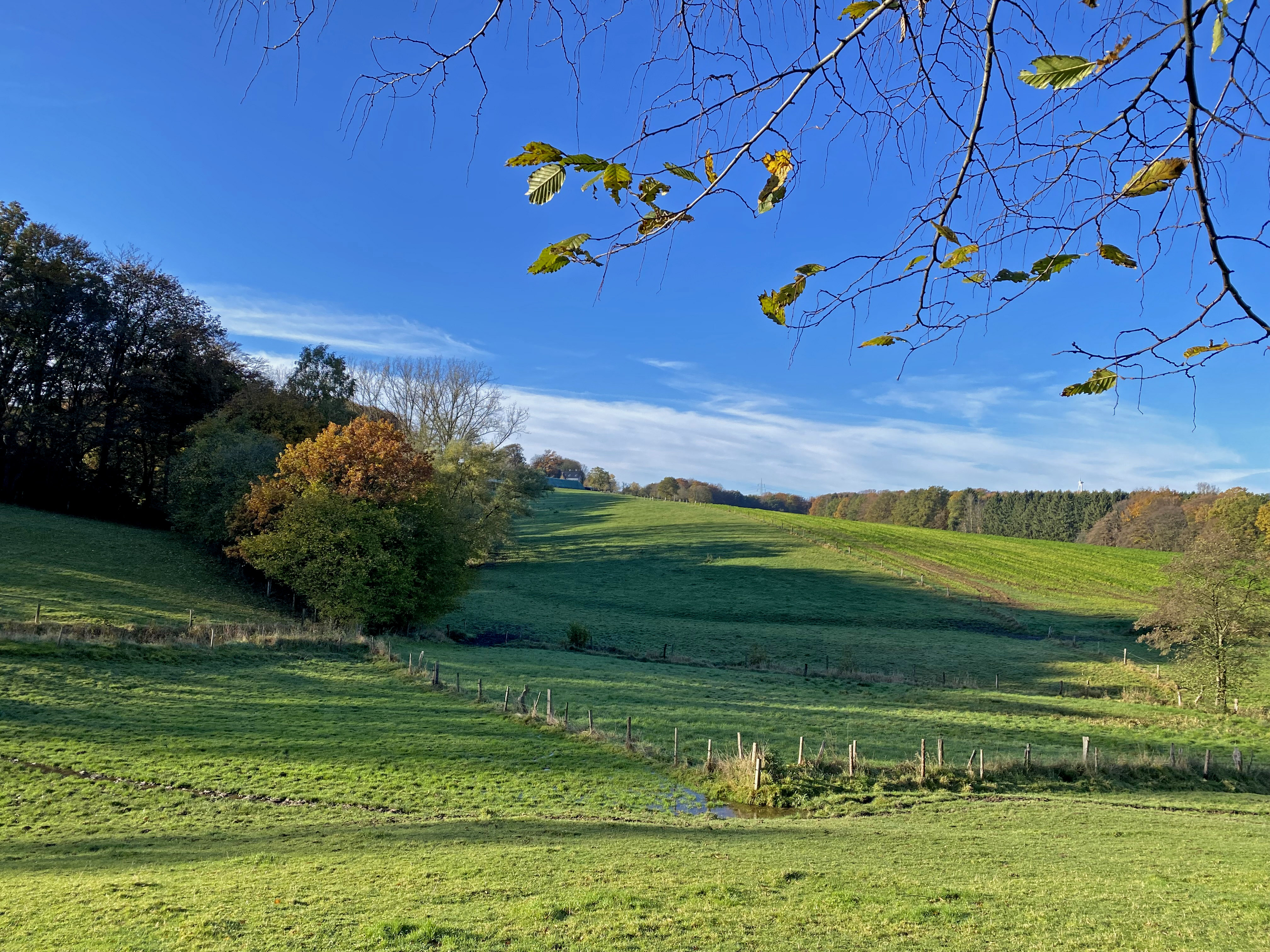
NSG  westlich Wiggers
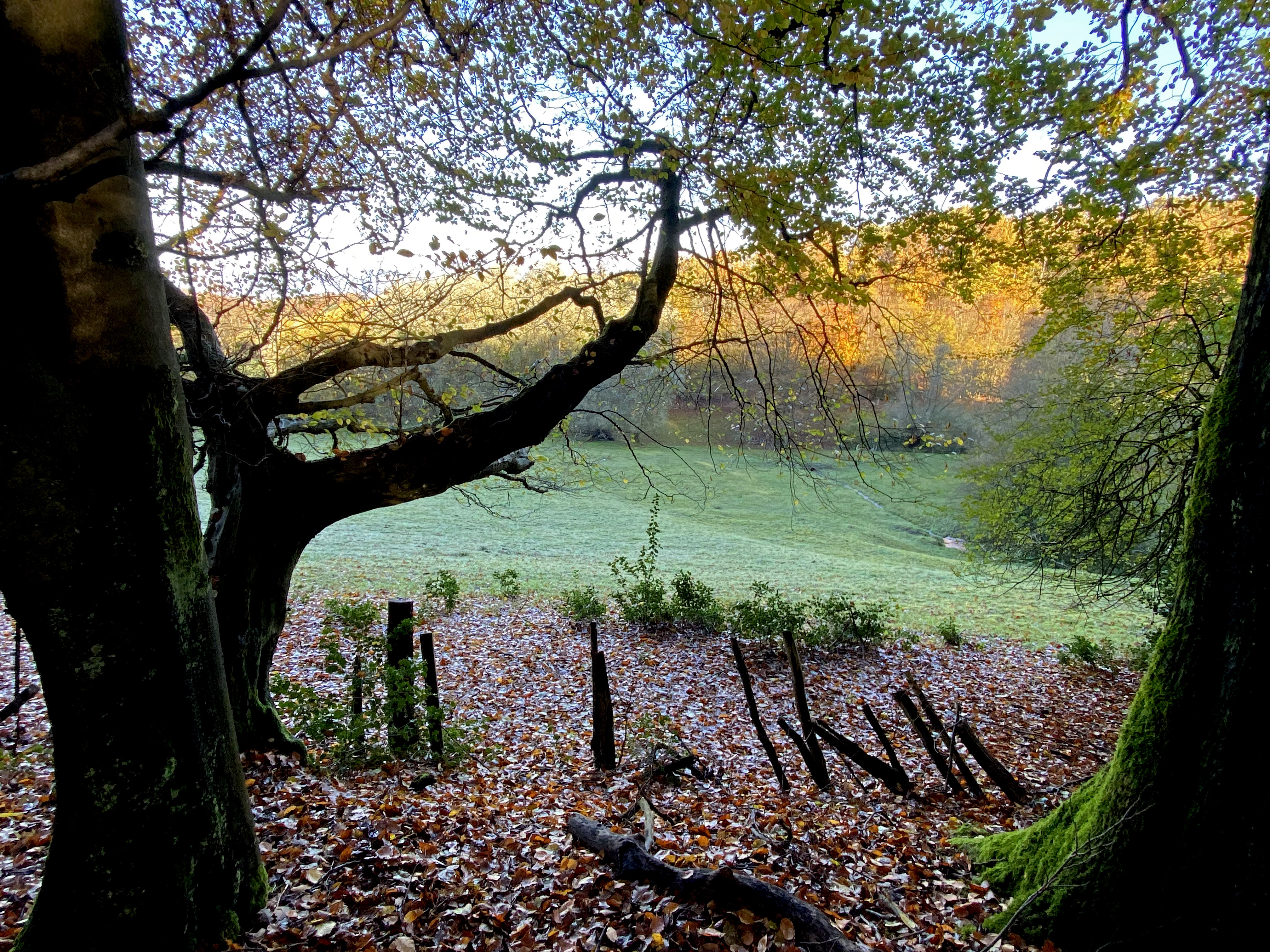
Bach aus Weuste fließt Richtung Wiggers
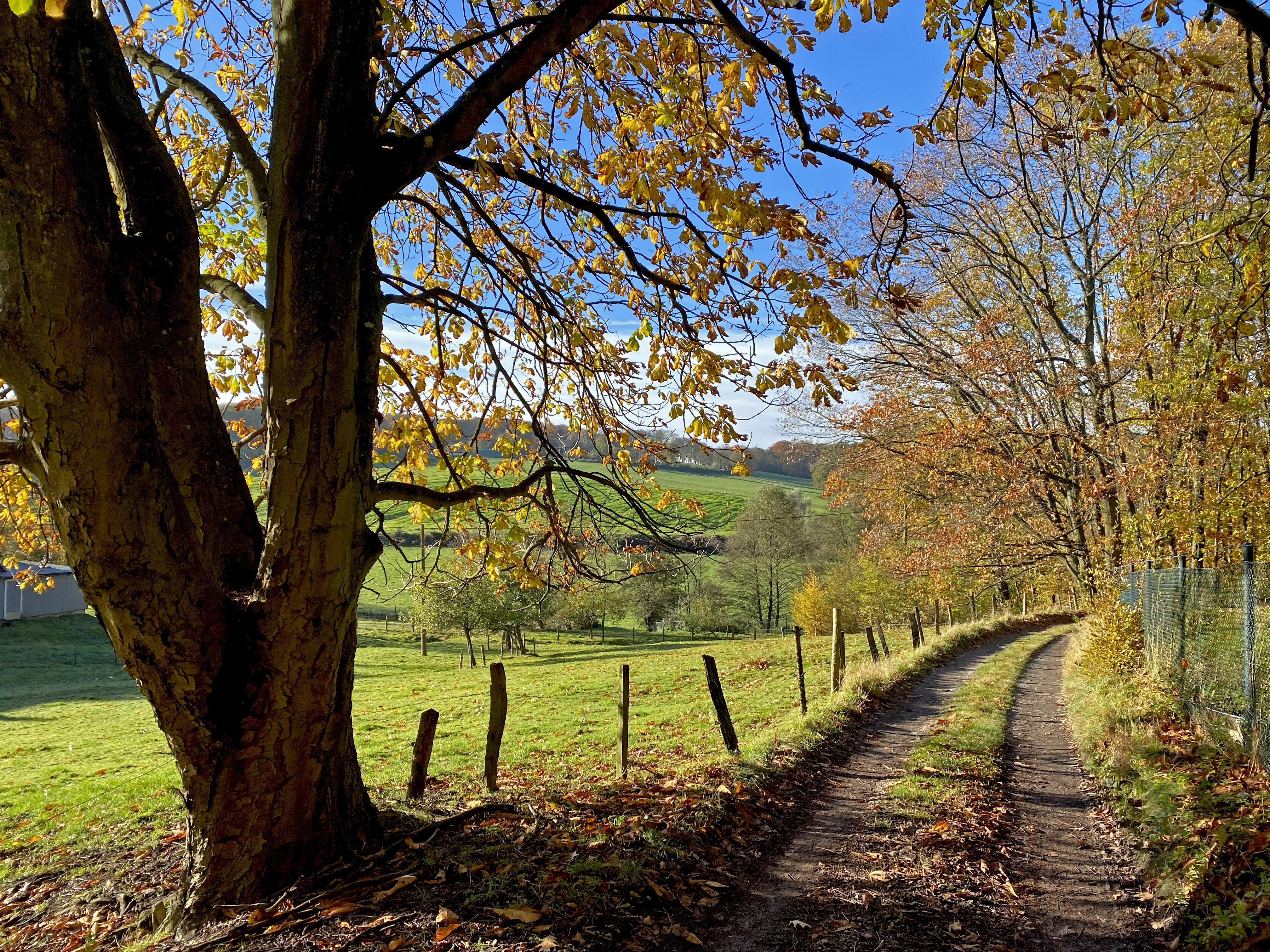
Weg mit alten Bäumen ins NSG bei Wiggers